# Кулики (Червенський район)
Кулики (біл. вёска Кулікі) — село в складі Червенського району Мінської області, Білорусь. Село підпорядковане Смиловичівській селищній раді, розташоване в центральній частині області.